# Francisco Chaviano
Francisco Chaviano é um ativista dos direitos humanos cubano e professor de matemática.
Em 1994, ele era o presidente do Conselho Nacional Cubano de Direitos Humanos quando documentou casos de pessoas que desapareceram ou morreram enquanto tentavam deixar Cuba. Ele foi preso em março de 1994 e condenado a 15 anos de prisão um ano depois por um tribunal militar.
A Amnistia Internacional listou-o como um prisioneiro de consciência e disse que o seu julgamento ficou aquém dos padrões internacionais.
Ele foi libertado em agosto de 2007 em liberdade condicional depois de se tornar o prisioneiro político há mais tempo encarcerado em Cuba.